# Marele Principat al Finlandei
Mare Principat al Finlandei a fost un stat care a existat între 1809–1917 ca parte a Imperiului Rus.

## Istoria
În 1581 a fost proclamat Marele Principat  (uneori desemnat în mod incorect drept Marele Ducat) al Finlandei, când regele Johan al III-lea, care, pe vremea când era doar prinț și avea și titlul de principe regal al Finlandei, extinsese în mod considerabil lista  titlurilor auxiliare ale regilor Suediei. ("Sveriges, Götes och Vendes konung, storfurste till Finland, Karelen, Votski (Salonski) Pätin och Ingermanland i Ryssland och öfver de ester i Livland hertig"). Noul titlu de Mare Duce al Finlandei nu a dus la creșterea într-un fel sau altul a gradului de autonomie a Finlandei. În următoarele două secole, titlul de mare principe al Finlandei nu a fost folosit de toți succesorii lui Johan al III-lea. De exemplu, Carol al IX-lea a folosit titlul de Rege al finlandezilor. De obicei, titlul de Mare Duce al Finlandei nu era decât un titlu auxiliar al celui de Rege, folosit numai în ocaziile oficiale. Totuși, în 1812, ca o subliniere a dorinței de a menține Finlanda în sfera de influență suedeză în fața pretențiilor țariste tot mai evidente, regele Gustav Adolf al IV-lea și-a ridicat fiul nou-născut la rangul de Mare Duce al Finlandei.
În timpul războiului finlandez dintre Rusia și Suedia, cele patru stări din Finlanda ocupată au fost convocate în Dieta de la Porvoo pe 29 martie 1809 pentru a jura credință țarului Alexandru I. Ca urmare a înfrângerii suedezilor în război și a semnării tratatului de la Fredrikshamn de pe 17 septembrie 1809, Finlanda a devenit un Mare Principat autonom, parte a Imperiului Rus. Pentru a pune fundațiile unui ducat cu o autonomie destul de mare și pentru a recăpăta controlul asupra așa numitei Vechi Finlande, care fusese cucerită de Rusia în secolul precedent, consilierul imperial Gustaf Mauritz Armfelt, de origine etnică finlandeză, s-a dovedit foarte folositor.
Istoria Marelui Principat poate fi caracterizată pe scurt după cum urmează:
- 1809–1862: ani ai consolidării, în timpul căruia autoritățile Marelui Principat au reușit să convingă curtea imperială rusă de loialitatea finlandezilor.
- 1863–1898: perioadă de creștere a independenței, în timpul căreia a fost reînființată Dieta Finlandei, iar limbii finlandeze i-a fost schimbat statutul, de la limbă a poporului de rând la limbă cu statut egal cel al  limbii suedeze.
- 1899–1917: perioadă a încercărilor de rusificare a țării, care, deși s-au dovedit până în cele din urmă niște insuccese, și-au pus amprenta în mod negativ asupra relațiilor dintre Finlanda și Uniunea Sovietică.

Țarul domnea în Finlanda ca monarh constituțional prin intermediul guvernatorului și a unui Senat numit de el. Țara nu s-a bucurat niciodată de un grad foarte mare de autonomie, până la proclamarea independenței din 1917. În 1917, după victoria Revoluției din Februarie, guvernul Finlandei a luat măsuri pentru apărarea autonomiei regionale, dar și pentru creșterea gradului de independență față de Rusia. Pe 6 decembrie 1917, la scurtă vreme după preluarea puterii de către bolșevici la Petrograd, Finlanda și-a proclamat independența. Prințul Friedrich Karl de Hesse-Kassel a fost ales rege, (în loc de mare duce), marcând noul statut al națiunii. Prințul nu a apucat să domnească nici măcar o zi, în cele din urmă fiind proclamată republica.

## Viața politică
Împăratul Rusiei domnea ca Mare Duce al Finlandei și era reprezentat în Finlanda de de un Guvernator General. Senatul Finlandei era cel mai înalt corp conducător al Marelui Ducat. Interesele finlandeze erau reprezentate în Sankt Petersburg de Ministrul secretar de stat finlandez. Dieta Finlandei s-a întrunit în sesiuni regulate începând cu anul 1863.

## Împărțirea teritorială-administrativă
Împărțirea administrativ-teritorială introdusă în 1634 de Suedia a rămas apropae neschimbată de-a lungul timpului.
- Comitatul Uusimaa Uudenmaan lääni / Nylands län
- Comitatul Häme Hämeen lääni / Tavastehus län
- Comitatul Turku and Pori Turun ja Porin lääni / Åbo och Björneborgs län
- Comitatul Viipuri Viipurin lääni / Viborgs län
- Comitatul Mikkeli Mikkelin lääni / St. Michels län
- Comitatul Kuopio Kuopion lääni / Kuopio län
- Comitatul Vaasa Vaasan lääni / Vaasa län
- Comitatul Oulu Oulun lääni / Uleåborg län

## Heraldica
Stema Finlandei a fost stabilită la înmormântarea regelui Gustav Vasa în 1560 și este în continuare folosită ca Stemă a Republicii Finlanda.
În al șaptelea deceniu al secolului al XIX-lea, discuțiile despre forma steagului finlandez au început să devină tot mai aprinse în cadrul mișcării fennoman. În 1863 au fost prezentate mai multe propuneri pentru drapelul național. Cele mai importamnte două propuneri au fost cele bazate pe combinațiile roșu/galben și albastru/alb. Nici una dintre ele nu au ajuns să fie prezentate spre aprobare Dietei. Asta nu i-a împiedicat pe finlandezi să folosească diferite tipuri de drapele neoficiale, concepute ad-hoc.

## Articole înrudite
- Dieta Finlandei
- Armata Marelui Ducat al Finlandei
- Transporturile în Marele Ducat al Finlandei